# Šatrinci
Šatrinci (cyr. Шатринци) – wieś w Serbii, w Wojwodinie, w okręgu sremskim, w gminie Irig. W 2011 roku liczyła 373 mieszkańców.